# Berthen
Berthen é uma comuna francesa na região administrativa de Altos da França, no departamento do Norte. Estende-se por uma área de 5.18 km². Em 2010 a comuna tinha 565 habitantes (densidade: 109,1 hab./km²).